# Wouter Hebbrecht
Wouter Hebbrecht (12 mei 1980) is een Belgisch inline-skater.

## Levensloop
In 2001 werd hij vierde op zowel de 300 meter tijdrijden op de piste, als op de 1.500 meter op het Europees kampioenschap in het Portugese Paços de Ferreira. In 2005 won hij zilver op de 500 meter op de weg tijdens het Europees kampioenschap en brons op de 200 meter tijdrijden op de weg tijdens het wereldkampioenschap.
In 2006 behaalde hij brons op het WK op de 200 meter tijdrijden op de weg en werd hij tiende op de 300 meter op de piste in het Chinese Anyang. In 2007 werd hij wereldkampioen 200 meter tijdrijden in het Colombiaanse Cali. Datzelfde jaar won hij zilver op de 300 meter tijdrijden op de piste en brons op de 200 meter tijdrijden op de weg tijdens het EK in het Portugese Estarreja.
Op het wereldkampioenschap van 2008 in het Spaanse Gijón won hij brons op zowel de 300 meter tijdrijden op de piste als de 200 meter tijdrijden op de weg. Op diezelfde afstanden was hij eerder dat jaar reeds Europees kampioen geworden in het Duitse Gera. Datzelfde jaar won hij tevens de sprint voor de tweede plaats in de marathon skeeleren te San Francisco.
Op de Wereldspelen van 2009 in het Taiwanese Kaohsiung werd hij zesde op de 300 meter tijdrijden. Later dat jaar, in augustus 2009, veroverde hij goud op zowel de 200 meter tijdrijden op de weg als de 300 meter tijdrijden op de piste op het Europees kampioenschap in het Belgische Zandvoorde. Eveneens in 2009 werd Hebbrecht voor de tweede maal wereldkampioen op de 200 meter tijdrijden in het Chinese Haining. Op de 300 meter tijdrijden werd hij zesde en in de 500 meter sprint werd hij vijfde.
In 2010 werd hij zesde op de 200 meter tijdrijden op het wereldkampioenschap in het Colombiaanse Guarne.

## Palmares
- 200 meter tijdrijden op de weg
  -  op het WK 2007 en 2009
  -  op het EK 2008 en 2009
  -  op het WK 2005, 2006 en 2008
  -  op het EK 2007

- 300 meter tijdrijden op de piste
  -  op het EK 2008 en 2009
  -  op het EK 2007
  -  op het WK 2008

- 500 meter
  -  op het EK 2005